# Meridian (Idaho)
Meridian város az USA Idaho államában, Ada megyében. Lakosainak száma 117 635 fő (2020).

## Népesség
A település népességének változása:

| 2010 | 75 092  |
| 2020 | 117 635 |